# Operación ¡bomba!
Operación ¡bomba! est une bande dessinée espagnole illustrée par Francisco Ibáñez, appartenant à la franchise Mortadel et Filémon, éditée en 1972.

## Synopsis
Mortadel et Filémon doivent trouver et détruire plusieurs bombes que Raf, le maître espion, place dans différents endroits de la ville. Ces bombes sont camouflées et le seul moyen de les repérer est le bruit qu'elles font avant d'exploser.